# Lieja-Bastogne-Lieja 2019
La Lieja-Bastogne-Lieja 2019 fou l'edició número 105 de la clàssica ciclista Lieja-Bastogne-Lieja. Es disputà el diumenge 28 d'abril de 2019 sobre un recorregut de 256 km. La cursa formà part de l'UCI World Tour 2019. Aquesta era la darrera de les tres curses de les Ardenes, després de l'Amstel Gold Race i la Fletxa Valona.
El vencedor final fou el danès Jakob Fuglsang (Team Astana), que s'imposà en solitari en l'arribada a Lieja. Davide Formolo i Maximilian Schachmann, ambdós del Bora-Hansgrohe, completaren el podi.

## Equips participants
En ser la Lieja-Bastogne-Lieja una cursa de l'UCI World Tour els 18 equip amb categoria World Tour tenen el dret i obligació a prendre-hi part. A banda, l'organitzador ASO va convidar a set equips continentals professionals, per totalitzar un gran grup de 25 equips i 175 corredors.
| WorldTeams (18)- AG2R La Mondiale - Astana - Bahrain-Merida - Bora-hansgrohe - CCC Team - Deceuninck-Quick Step - Dimension Data - EF Education First - Groupama-FDJ - Team Jumbo-Visma - Katusha-Alpecin - Lotto Soudal - Mitchelton-Scott - Movistar Team - Sky - Team Sunweb - Trek-Segafredo - UAE Team Emirates Equips continentals professionals (7)- Arkéa-Samsic - Cofidis, Solutions Crédits - Total Direct Énergie - Sport Vlaanderen-Baloise - Vital Concept-B&B Hotels - Wallonie Bruxelles - Wanty-Groupe Gobert |
| |

## Recorregut
| Núm. | Nom                                  | Km    | Llargada | Pendent | Km arribada |
| ---- | ------------------------------------ | ----- | -------- | ------- | ----------- |
| 1    | Cota de la Roche-en-Ardenne          | 75    |          |         | 181         |
| 2    | Cota de Saint-Roch                   | 121   | 1.000    | 11,2 %  | 135         |
| 3    | Cota de Mont-le-Soie                 | 161   | 4.000    | 6,1 %   | 95          |
| 4    | Cota de Wanne                        | 169,5 | 2.800    | 7,4 %   | 86,5        |
| 5    | Cota de Stockeu (Estela Eddy Merckx) | 176   | 1.000    | 12,5 %  | 80          |
| 6    | Cota de la Haute-Levée               | 181,5 | 3.600    | 5,6 %   | 74,5        |
| 7    | Coll de Rosier                       | 194,5 | 4.400    | 5,9 %   | 61,5        |
| 8    | Col du Maquisard                     | 207   | 2.500    | 5 %     | 49          |
| 9    | Cota de La Redoute                   | 219   | 2.000    | 8,9 %   | 37          |
| 10   | Cota des Forges                      | 231   |          |         | 25          |
| 11   | Cota de la Roche aux faucons         | 241   | 1.300    | 11 %    | 15          |

## Classificació final
| \| Classificació general \| Classificació general \| Classificació general \| Classificació general \| Classificació general \| \| Corredor \| Corredor \| Equip \| Temps \| \| \| --------------------- \| ---------------------- \| --------------------- \| --------------------- \| --------------------- \| \| 1r \| Jakob Fuglsang \| Astana \| 6h 37' 37" \| \| \| 2n \| Davide Formolo \| Bora-Hansgrohe \| + 27" \| \| \| 3r \| Maximilian Schachmann \| Bora-Hansgrohe \| + 57" \| \| \| 4t \| Adam Yates \| Mitchelton-Scott \| + 57" \| \| \| 5è \| Michael Woods \| EF Education First \| + 57" \| \| \| 6è \| David Gaudu \| Groupama-FDJ \| + 57" \| \| \| 7è \| Mikel Landa Meana \| Movistar Team \| + 57" \| \| \| 8è \| Vincenzo Nibali \| Bahrain-Merida \| + 1' 00" \| \| \| 9è \| Dylan Teuns \| Bahrain-Merida \| + 1' 05" \| \| \| 10è \| Wout Poels \| Team Sky \| + 1' 26" \| \| \| 11è \| Tim Wellens \| Lotto-Soudal \| + 1' 29" \| \| \| 12è \| Michał Kwiatkowski \| Team Sky \| + 1' 29" \| \| \| 13è \| Patrick Konrad \| Bora-Hansgrohe \| + 1' 29" \| \| \| 14è \| Jay McCarthy \| Bora-Hansgrohe \| + 1' 29" \| \| \| 15è \| Carlos Betancur Gómez \| Movistar Team \| + 1' 29" \| \| \| 16è \| Julian Alaphilippe \| Deceuninck-Quick Step \| + 1' 29" \| \| \| 17è \| Laurens De Plus \| Team Jumbo-Visma \| + 1' 29" \| \| \| 18è \| Tadej Pogačar \| UAE Team Emirates \| + 1' 29" \| \| \| 19è \| Guillaume Martin \| Wanty-Gobert \| + 1' 29" \| \| \| 20è \| Daniel Martínez Poveda \| EF Education First \| + 1' 29" \| \| |                        |                       |            |
| |                        |                       |            |
| Font: ProCyclingStats |                        |                       |            |
| Classificació general |                        |                       |            |
| Corredor | Corredor               | Equip                 | Temps      |
| 1r | Jakob Fuglsang         | Astana                | 6h 37' 37" |
| 2n | Davide Formolo         | Bora-Hansgrohe        | + 27"      |
| 3r | Maximilian Schachmann  | Bora-Hansgrohe        | + 57"      |
| 4t | Adam Yates             | Mitchelton-Scott      | + 57"      |
| 5è | Michael Woods          | EF Education First    | + 57"      |
| 6è | David Gaudu            | Groupama-FDJ          | + 57"      |
| 7è | Mikel Landa Meana      | Movistar Team         | + 57"      |
| 8è | Vincenzo Nibali        | Bahrain-Merida        | + 1' 00"   |
| 9è | Dylan Teuns            | Bahrain-Merida        | + 1' 05"   |
| 10è | Wout Poels             | Team Sky              | + 1' 26"   |
| 11è | Tim Wellens            | Lotto-Soudal          | + 1' 29"   |
| 12è | Michał Kwiatkowski     | Team Sky              | + 1' 29"   |
| 13è | Patrick Konrad         | Bora-Hansgrohe        | + 1' 29"   |
| 14è | Jay McCarthy           | Bora-Hansgrohe        | + 1' 29"   |
| 15è | Carlos Betancur Gómez  | Movistar Team         | + 1' 29"   |
| 16è | Julian Alaphilippe     | Deceuninck-Quick Step | + 1' 29"   |
| 17è | Laurens De Plus        | Team Jumbo-Visma      | + 1' 29"   |
| 18è | Tadej Pogačar          | UAE Team Emirates     | + 1' 29"   |
| 19è | Guillaume Martin       | Wanty-Gobert          | + 1' 29"   |
| 20è | Daniel Martínez Poveda | EF Education First    | + 1' 29"   |

## Llista de participants
| Deceuninck-Quick Step DQT | Deceuninck-Quick Step DQT | Deceuninck-Quick Step DQT |
| ------------------------- | ------------------------- | ------------------------- |
| Núm                       | Ciclista                  | Pos                       |
| 1                         | Julian Alaphilippe (FRA)  | 16è                       |
| 2                         | Philippe Gilbert (BEL)    | 58è                       |
| 3                         | Rémi Cavagna (FRA)        | DNF                       |
| 4                         | Dries Devenyns (BEL)      | DNF                       |
| 5                         | Enric Mas Nicolau (ESP)   | 59è                       |
| 6                         | Pieter Serry (BEL)        | 91è                       |
| 7                         | Petr Vakoč (CZE)          | 94è                       |

| EF Education First EF1 | EF Education First EF1       | EF Education First EF1 |
| ---------------------- | ---------------------------- | ---------------------- |
| Núm                    | Ciclista                     | Pos                    |
| 11                     | Michael Woods (CAN)          | 5è                     |
| 12                     | Alberto Bettiol (ITA)        | DNF                    |
| 13                     | Nathan Brown (USA)           | DNF                    |
| 14                     | Simon Clarke (AUS)           | 40è                    |
| 15                     | Lawson Craddock (USA)        | 46è                    |
| 16                     | Tanel Kangert (EST)          | 32è                    |
| 17                     | Daniel Martínez Poveda (COL) | 20è                    |

| AG2R La Mondiale ALM | AG2R La Mondiale ALM         | AG2R La Mondiale ALM |
| -------------------- | ---------------------------- | -------------------- |
| Núm                  | Ciclista                     | Pos                  |
| 21                   | Romain Bardet (FRA)          | 21è                  |
| 22                   | Mikaël Cherel (FRA)          | 76è                  |
| 23                   | Clément Chevrier (FRA)       | 95è                  |
| 24                   | Benoît Cosnefroy (FRA)       | 45è                  |
| 25                   | Aurélien Paret-Peintre (FRA) | 64è                  |
| 26                   | Alexis Vuillermoz (FRA)      | DNF                  |
| 27                   | Lawrence Warbasse (USA)      | 66è                  |

| Bahrain-Merida TBM | Bahrain-Merida TBM         | Bahrain-Merida TBM |
| ------------------ | -------------------------- | ------------------ |
| Núm                | Ciclista                   | Pos                |
| 31                 | Vincenzo Nibali (ITA)      | 8è                 |
| 32                 | Grega Bole (SLO)           | DNF                |
| 33                 | Damiano Caruso (ITA)       | 57è                |
| 34                 | Matej Mohorič (SLO) (ruta) | 36è                |
| 35                 | Luka Pibernik (SLO)        | 97è                |
| 37                 | Dylan Teuns (BEL)          | 9è                 |
| 39                 | Antonio Nibali (ITA)       | 72è                |

| Bora-Hansgrohe BOH | Bora-Hansgrohe BOH          | Bora-Hansgrohe BOH |
| ------------------ | --------------------------- | ------------------ |
| Núm                | Ciclista                    | Pos                |
| 41                 | Maximilian Schachmann (GER) | 3r                 |
| 42                 | Cesare Benedetti (ITA)      | 53è                |
| 43                 | Marcus Burghardt (GER)      | 101è               |
| 44                 | Davide Formolo (ITA)        | 2n                 |
| 45                 | Patrick Konrad (AUT)        | 13è                |
| 46                 | Jay McCarthy (AUS)          | 14è                |
| 47                 | Gregor Mühlberger (AUT)     | DNF                |

| Mitchelton-Scott MTS | Mitchelton-Scott MTS   | Mitchelton-Scott MTS |
| -------------------- | ---------------------- | -------------------- |
| Núm                  | Ciclista               | Pos                  |
| 51                   | Adam Yates (GBR)       | 4t                   |
| 52                   | Michael Albasini (SUI) | 70è                  |
| 53                   | Sam Bewley (NZL)       | DNF                  |
| 54                   | Damien Howson (AUS)    | 60è                  |
| 55                   | Daryl Impey (RSA)      | 23è                  |
| 56                   | Nick Schultz (AUS)     | DNF                  |
| 57                   | Dion Smith (NZL)       | DNF                  |

| Team Sky SKY | Team Sky SKY                     | Team Sky SKY |
| ------------ | -------------------------------- | ------------ |
| Núm          | Ciclista                         | Pos          |
| 61           | Michał Kwiatkowski (POL) (ruta)  | 12è          |
| 62           | David de la Cruz Melgarejo (ESP) | 67è          |
| 63           | Edward Dunbar (IRL)              | 75è          |
| 64           | Tao Geoghegan Hart (GBR)         | 49è          |
| 65           | Michał Gołaś (POL)               | 74è          |
| 66           | Wout Poels (NED)                 | 10è          |
| 67           | Salvatore Puccio (ITA)           | 80è          |

| Astana AST | Astana AST                           | Astana AST |
| ---------- | ------------------------------------ | ---------- |
| Núm        | Ciclista                             | Pos        |
| 71         | Jakob Fuglsang (DEN)                 | 1r         |
| 72         | Omar Fraile Matarranz (ESP)          | 54è        |
| 73         | Gorka Izagirre Insausti (ESP) (ruta) | 33è        |
| 74         | Ion Izagirre Insausti (ESP)          | 56è        |
| 75         | Aleksei Lutsenko (KAZ)               | DNF        |
| 76         | Luis León Sánchez Gil (ESP)          | 55è        |
| 77         | Davide Villella (ITA)                | 47è        |

| Lotto-Soudal LTS | Lotto-Soudal LTS         | Lotto-Soudal LTS |
| ---------------- | ------------------------ | ---------------- |
| Núm              | Ciclista                 | Pos              |
| 81               | Tim Wellens (BEL)        | 11è              |
| 82               | Sander Armée (BEL)       | DNF              |
| 83               | Bjorg Lambrecht (BEL)    | 27è              |
| 84               | Tomasz Marczyński (POL)  | 90è              |
| 85               | Maxime Monfort (BEL)     | 69è              |
| 86               | Tosh Van der Sande (BEL) | DNF              |
| 87               | Jelle Vanendert (BEL)    | DNF              |

| Team Sunweb SUN | Team Sunweb SUN        | Team Sunweb SUN |
| --------------- | ---------------------- | --------------- |
| Núm             | Ciclista               | Pos             |
| 91              | Michael Matthews (AUS) | 35è             |
| 92              | Jan Bakelants (BEL)    | 30è             |
| 93              | Tom Dumoulin (NED)     | 50è             |
| 94              | Chris Hamilton (AUS)   | DNF             |
| 95              | Marc Hirschi (SUI)     | 51è             |
| 96              | Robert Power (AUS)     | DNF             |
| 97              | Louis Vervaeke (BEL)   | 63è             |

| Movistar Team MOV | Movistar Team MOV                        | Movistar Team MOV |
| ----------------- | ---------------------------------------- | ----------------- |
| Núm               | Ciclista                                 | Pos               |
| 101               | Alejandro Valverde Belmonte (ESP) (ruta) | DNF               |
| 102               | Andrey Amador Bikkazakova (CRC)          | 71è               |
| 103               | Winner Anacona Gómez (COL)               | 68è               |
| 104               | Carlos Betancur Gómez (COL)              | 15è               |
| 105               | Imanol Erviti Ollo (ESP)                 | 92è               |
| 106               | Mikel Landa Meana (ESP)                  | 7è                |
| 107               | Carlos Verona Quintanilla (ESP)          | 44è               |

| Cofidis, Solutions Crédits COF | Cofidis, Solutions Crédits COF | Cofidis, Solutions Crédits COF |
| ------------------------------ | ------------------------------ | ------------------------------ |
| Núm                            | Ciclista                       | Pos                            |
| 111                            | Jesús Herrada López (ESP)      | 28è                            |
| 112                            | Mathias Le Turnier (FRA)       | DNF                            |
| 113                            | Luis Ángel Maté Mardones (ESP) | 82è                            |
| 114                            | Marco Mathis (GER)             | DNF                            |
| 115                            | Anthony Perez (FRA)            | 24è                            |
| 116                            | Pierre-Luc Périchon (FRA)      | DNF                            |
| 117                            | Julien Simon (FRA)             | DNF                            |

| UAE Team Emirates UAD | UAE Team Emirates UAD            | UAE Team Emirates UAD |
| --------------------- | -------------------------------- | --------------------- |
| Núm                   | Ciclista                         | Pos                   |
| 121                   | Daniel Martin (IRL)              | DNF                   |
| 122                   | Rui Alberto Faria da Costa (POR) | DNF                   |
| 123                   | Sergio Henao Montoya (COL)       | 29è                   |
| 124                   | Manuele Mori (ITA)               | DNF                   |
| 125                   | Tadej Pogačar (SLO)              | 18è                   |
| 126                   | Rory Sutherland (AUS)            | DNF                   |
| 127                   | Diego Ulissi (ITA)               | 39è                   |

| CCC Team CPT | CCC Team CPT               | CCC Team CPT |
| ------------ | -------------------------- | ------------ |
| Núm          | Ciclista                   | Pos          |
| 131          | Greg Van Avermaet (BEL)    | 52è          |
| 132          | Josef Černý (CZE)          | 88è          |
| 133          | Alessandro De Marchi (ITA) | 41è          |
| 134          | Jonas Koch (GER)           | 77è          |
| 135          | Serge Pauwels (BEL)        | DNF          |
| 136          | Joey Rosskopf (USA)        | DNF          |
| 137          | Laurens ten Dam (NED)      | DNF          |

| Katusha-Alpecin TKA | Katusha-Alpecin TKA         | Katusha-Alpecin TKA |
| ------------------- | --------------------------- | ------------------- |
| Núm                 | Ciclista                    | Pos                 |
| 141                 | Enrico Battaglin (ITA)      | 38è                 |
| 142                 | José Gonçalves Maciel (POR) | 73è                 |
| 143                 | Nathan Haas (AUS)           | 86è                 |
| 144                 | Pàvel Koixetkov (RUS)       | 98è                 |
| 145                 | Nils Politt (GER)           | 81è                 |
| 146                 | Dmitri Strakhov (RUS)       | 65è                 |
| 147                 | Ilnur Zakarin (RUS)         | 22è                 |

| Team Jumbo-Visma TJV | Team Jumbo-Visma TJV    | Team Jumbo-Visma TJV |
| -------------------- | ----------------------- | -------------------- |
| Núm                  | Ciclista                | Pos                  |
| 151                  | Robert Gesink (NED)     | DNF                  |
| 152                  | Koen Bouwman (NED)      | 78è                  |
| 153                  | Laurens De Plus (BEL)   | 17è                  |
| 154                  | Tom Leezer (NED)        | DNF                  |
| 155                  | Bert-Jan Lindeman (NED) | 84è                  |
| 156                  | Paul Martens (GER)      | 83è                  |
| 157                  | Antwan Tolhoek (NED)    | DNF                  |

| Trek-Segafredo TFS | Trek-Segafredo TFS   | Trek-Segafredo TFS |
| ------------------ | -------------------- | ------------------ |
| Núm                | Ciclista             | Pos                |
| 161                | Toms Skujiņš (LAT)   | 26è                |
| 162                | Julien Bernard (FRA) | DNF                |
| 163                | Giulio Ciccone (ITA) | 34è                |
| 164                | Nicola Conci (ITA)   | 61è                |
| 165                | Fabio Felline (ITA)  | DNF                |
| 166                | Michael Gogl (AUT)   | DNF                |
| 167                | Peter Stetina (USA)  | 89è                |

| Groupama-FDJ GFC | Groupama-FDJ GFC        | Groupama-FDJ GFC |
| ---------------- | ----------------------- | ---------------- |
| Núm              | Ciclista                | Pos              |
| 171              | David Gaudu (FRA)       | 6è               |
| 172              | William Bonnet (FRA)    | DNF              |
| 173              | Tobias Ludvigsson (SWE) | DNF              |
| 174              | Valentin Madouas (FRA)  | 31è              |
| 175              | Rudy Molard (FRA)       | 25è              |
| 176              | Romain Seigle (FRA)     | DNF              |
| 177              | Benoît Vaugrenard (FRA) | DNF              |

| Dimension Data TDD | Dimension Data TDD               | Dimension Data TDD |
| ------------------ | -------------------------------- | ------------------ |
| Núm                | Ciclista                         | Pos                |
| 181                | Roman Kreuziger (CZE)            | 79è                |
| 182                | Enrico Gasparotto (ITA)          | DNF                |
| 183                | Jacques Janse van Rensburg (RSA) | 100è               |
| 184                | Benjamin King (USA)              | 85è                |
| 185                | Tom-Jelte Slagter (NED)          | 43è                |
| 186                | Jay Robert Thomson (RSA)         | DNF                |
| 187                | Michael Valgren Andersen (DEN)   | DNF                |

| Wanty-Gobert WGG | Wanty-Gobert WGG           | Wanty-Gobert WGG |
| ---------------- | -------------------------- | ---------------- |
| Núm              | Ciclista                   | Pos              |
| 191              | Guillaume Martin (FRA)     | 19è              |
| 192              | Jérôme Baugnies (BEL)      | DNF              |
| 193              | Fabien Doubey (FRA)        | DNF              |
| 194              | Odd Christian Eiking (NOR) | 37è              |
| 195              | Xandro Meurisse (BEL)      | DNF              |
| 196              | Andrea Pasqualon (ITA)     | DNF              |
| 197              | Loïc Vliegen (BEL)         | DNF              |

| Total Direct Énergie TDE | Total Direct Énergie TDE | Total Direct Énergie TDE |
| ------------------------ | ------------------------ | ------------------------ |
| Núm                      | Ciclista                 | Pos                      |
| 201                      | Lilian Calmejane (FRA)   | DNF                      |
| 202                      | Fabien Grellier (FRA)    | DNF                      |
| 203                      | Jonathan Hivert (FRA)    | DNF                      |
| 204                      | Bryan Nauleau (FRA)      | DNF                      |
| 205                      | Paul Ourselin (FRA)      | DNF                      |
| 206                      | Romain Sicard (FRA)      | 93è                      |
| 207                      | Angélo Tulik (FRA)       | DNF                      |

| Arkéa-Samsic PCB | Arkéa-Samsic PCB        | Arkéa-Samsic PCB |
| ---------------- | ----------------------- | ---------------- |
| Núm              | Ciclista                | Pos              |
| 211              | Élie Gesbert (FRA)      | DNF              |
| 212              | Anthony Delaplace (FRA) | DNF              |
| 213              | Romain Hardy (FRA)      | 96è              |
| 214              | Kévin Ledanois (FRA)    | DNF              |
| 215              | Jérémy Maison (FRA)     | DNF              |
| 216              | Amaël Moinard (FRA)     | DNF              |
| 217              | Florian Vachon (FRA)    | DNF              |

| Sport Vlaanderen-Baloise SVB | Sport Vlaanderen-Baloise SVB | Sport Vlaanderen-Baloise SVB |
| ---------------------------- | ---------------------------- | ---------------------------- |
| Núm                          | Ciclista                     | Pos                          |
| 221                          | Dries Van Gestel (BEL)       | DNF                          |
| 222                          | Benjamin Declercq (BEL)      | DNF                          |
| 223                          | Kevin Deltombe (BEL)         | DNF                          |
| 224                          | Thomas Sprengers (BEL)       | 62è                          |
| 225                          | Mathias Van Gompel (BEL)     | DNF                          |
| 226                          | Aaron Van Poucke (BEL)       | DNF                          |
| 227                          | Aaron Verwilst (BEL)         | DNF                          |

| Vital Concept-B&B Hotels VCB | Vital Concept-B&B Hotels VCB | Vital Concept-B&B Hotels VCB |
| ---------------------------- | ---------------------------- | ---------------------------- |
| Núm                          | Ciclista                     | Pos                          |
| 231                          | Patrick Müller (SUI)         | DNF                          |
| 232                          | Yoann Bagot (FRA)            | DNF                          |
| 233                          | Arnaud Courteille (FRA)      | 99è                          |
| 234                          | Cyril Gautier (FRA)          | DNF                          |
| 235                          | Quentin Pacher (FRA)         | 48è                          |
| 236                          | Kévin Réza (FRA)             | DNF                          |
| 237                          | Jimmy Turgis (FRA)           | DNF                          |

| Wallonie Bruxelles WVA | Wallonie Bruxelles WVA    | Wallonie Bruxelles WVA |
| ---------------------- | ------------------------- | ---------------------- |
| Núm                    | Ciclista                  | Pos                    |
| 241                    | Eliot Lietaer (BEL)       | 42è                    |
| 242                    | Kevyn Ista (BEL)          | DNF                    |
| 243                    | Justin Jules (FRA)        | 87è                    |
| 244                    | Kenny Molly (BEL)         | DNF                    |
| 245                    | Mathijs Paasschens (NED)  | DNF                    |
| 246                    | Dimitri Peyskens (BEL)    | DNF                    |
| 247                    | Baptiste Planckaert (BEL) | DNF                    |

| Deceuninck-Quick Step DQT | Deceuninck-Quick Step DQT | Deceuninck-Quick Step DQT |
| ------------------------- | ------------------------- | ------------------------- |
| Núm                       | Ciclista                  | Pos                       |
| 1                         | Julian Alaphilippe (FRA)  | 16è                       |
| 2                         | Philippe Gilbert (BEL)    | 58è                       |
| 3                         | Rémi Cavagna (FRA)        | DNF                       |
| 4                         | Dries Devenyns (BEL)      | DNF                       |
| 5                         | Enric Mas Nicolau (ESP)   | 59è                       |
| 6                         | Pieter Serry (BEL)        | 91è                       |
| 7                         | Petr Vakoč (CZE)          | 94è                       |

| EF Education First EF1 | EF Education First EF1       | EF Education First EF1 |
| ---------------------- | ---------------------------- | ---------------------- |
| Núm                    | Ciclista                     | Pos                    |
| 11                     | Michael Woods (CAN)          | 5è                     |
| 12                     | Alberto Bettiol (ITA)        | DNF                    |
| 13                     | Nathan Brown (USA)           | DNF                    |
| 14                     | Simon Clarke (AUS)           | 40è                    |
| 15                     | Lawson Craddock (USA)        | 46è                    |
| 16                     | Tanel Kangert (EST)          | 32è                    |
| 17                     | Daniel Martínez Poveda (COL) | 20è                    |

| AG2R La Mondiale ALM | AG2R La Mondiale ALM         | AG2R La Mondiale ALM |
| -------------------- | ---------------------------- | -------------------- |
| Núm                  | Ciclista                     | Pos                  |
| 21                   | Romain Bardet (FRA)          | 21è                  |
| 22                   | Mikaël Cherel (FRA)          | 76è                  |
| 23                   | Clément Chevrier (FRA)       | 95è                  |
| 24                   | Benoît Cosnefroy (FRA)       | 45è                  |
| 25                   | Aurélien Paret-Peintre (FRA) | 64è                  |
| 26                   | Alexis Vuillermoz (FRA)      | DNF                  |
| 27                   | Lawrence Warbasse (USA)      | 66è                  |

| Bahrain-Merida TBM | Bahrain-Merida TBM         | Bahrain-Merida TBM |
| ------------------ | -------------------------- | ------------------ |
| Núm                | Ciclista                   | Pos                |
| 31                 | Vincenzo Nibali (ITA)      | 8è                 |
| 32                 | Grega Bole (SLO)           | DNF                |
| 33                 | Damiano Caruso (ITA)       | 57è                |
| 34                 | Matej Mohorič (SLO) (ruta) | 36è                |
| 35                 | Luka Pibernik (SLO)        | 97è                |
| 37                 | Dylan Teuns (BEL)          | 9è                 |
| 39                 | Antonio Nibali (ITA)       | 72è                |

| Bora-Hansgrohe BOH | Bora-Hansgrohe BOH          | Bora-Hansgrohe BOH |
| ------------------ | --------------------------- | ------------------ |
| Núm                | Ciclista                    | Pos                |
| 41                 | Maximilian Schachmann (GER) | 3r                 |
| 42                 | Cesare Benedetti (ITA)      | 53è                |
| 43                 | Marcus Burghardt (GER)      | 101è               |
| 44                 | Davide Formolo (ITA)        | 2n                 |
| 45                 | Patrick Konrad (AUT)        | 13è                |
| 46                 | Jay McCarthy (AUS)          | 14è                |
| 47                 | Gregor Mühlberger (AUT)     | DNF                |

| Mitchelton-Scott MTS | Mitchelton-Scott MTS   | Mitchelton-Scott MTS |
| -------------------- | ---------------------- | -------------------- |
| Núm                  | Ciclista               | Pos                  |
| 51                   | Adam Yates (GBR)       | 4t                   |
| 52                   | Michael Albasini (SUI) | 70è                  |
| 53                   | Sam Bewley (NZL)       | DNF                  |
| 54                   | Damien Howson (AUS)    | 60è                  |
| 55                   | Daryl Impey (RSA)      | 23è                  |
| 56                   | Nick Schultz (AUS)     | DNF                  |
| 57                   | Dion Smith (NZL)       | DNF                  |

| Team Sky SKY | Team Sky SKY                     | Team Sky SKY |
| ------------ | -------------------------------- | ------------ |
| Núm          | Ciclista                         | Pos          |
| 61           | Michał Kwiatkowski (POL) (ruta)  | 12è          |
| 62           | David de la Cruz Melgarejo (ESP) | 67è          |
| 63           | Edward Dunbar (IRL)              | 75è          |
| 64           | Tao Geoghegan Hart (GBR)         | 49è          |
| 65           | Michał Gołaś (POL)               | 74è          |
| 66           | Wout Poels (NED)                 | 10è          |
| 67           | Salvatore Puccio (ITA)           | 80è          |

| Astana AST | Astana AST                           | Astana AST |
| ---------- | ------------------------------------ | ---------- |
| Núm        | Ciclista                             | Pos        |
| 71         | Jakob Fuglsang (DEN)                 | 1r         |
| 72         | Omar Fraile Matarranz (ESP)          | 54è        |
| 73         | Gorka Izagirre Insausti (ESP) (ruta) | 33è        |
| 74         | Ion Izagirre Insausti (ESP)          | 56è        |
| 75         | Aleksei Lutsenko (KAZ)               | DNF        |
| 76         | Luis León Sánchez Gil (ESP)          | 55è        |
| 77         | Davide Villella (ITA)                | 47è        |

| Lotto-Soudal LTS | Lotto-Soudal LTS         | Lotto-Soudal LTS |
| ---------------- | ------------------------ | ---------------- |
| Núm              | Ciclista                 | Pos              |
| 81               | Tim Wellens (BEL)        | 11è              |
| 82               | Sander Armée (BEL)       | DNF              |
| 83               | Bjorg Lambrecht (BEL)    | 27è              |
| 84               | Tomasz Marczyński (POL)  | 90è              |
| 85               | Maxime Monfort (BEL)     | 69è              |
| 86               | Tosh Van der Sande (BEL) | DNF              |
| 87               | Jelle Vanendert (BEL)    | DNF              |

| Team Sunweb SUN | Team Sunweb SUN        | Team Sunweb SUN |
| --------------- | ---------------------- | --------------- |
| Núm             | Ciclista               | Pos             |
| 91              | Michael Matthews (AUS) | 35è             |
| 92              | Jan Bakelants (BEL)    | 30è             |
| 93              | Tom Dumoulin (NED)     | 50è             |
| 94              | Chris Hamilton (AUS)   | DNF             |
| 95              | Marc Hirschi (SUI)     | 51è             |
| 96              | Robert Power (AUS)     | DNF             |
| 97              | Louis Vervaeke (BEL)   | 63è             |

| Movistar Team MOV | Movistar Team MOV                        | Movistar Team MOV |
| ----------------- | ---------------------------------------- | ----------------- |
| Núm               | Ciclista                                 | Pos               |
| 101               | Alejandro Valverde Belmonte (ESP) (ruta) | DNF               |
| 102               | Andrey Amador Bikkazakova (CRC)          | 71è               |
| 103               | Winner Anacona Gómez (COL)               | 68è               |
| 104               | Carlos Betancur Gómez (COL)              | 15è               |
| 105               | Imanol Erviti Ollo (ESP)                 | 92è               |
| 106               | Mikel Landa Meana (ESP)                  | 7è                |
| 107               | Carlos Verona Quintanilla (ESP)          | 44è               |

| Cofidis, Solutions Crédits COF | Cofidis, Solutions Crédits COF | Cofidis, Solutions Crédits COF |
| ------------------------------ | ------------------------------ | ------------------------------ |
| Núm                            | Ciclista                       | Pos                            |
| 111                            | Jesús Herrada López (ESP)      | 28è                            |
| 112                            | Mathias Le Turnier (FRA)       | DNF                            |
| 113                            | Luis Ángel Maté Mardones (ESP) | 82è                            |
| 114                            | Marco Mathis (GER)             | DNF                            |
| 115                            | Anthony Perez (FRA)            | 24è                            |
| 116                            | Pierre-Luc Périchon (FRA)      | DNF                            |
| 117                            | Julien Simon (FRA)             | DNF                            |

| UAE Team Emirates UAD | UAE Team Emirates UAD            | UAE Team Emirates UAD |
| --------------------- | -------------------------------- | --------------------- |
| Núm                   | Ciclista                         | Pos                   |
| 121                   | Daniel Martin (IRL)              | DNF                   |
| 122                   | Rui Alberto Faria da Costa (POR) | DNF                   |
| 123                   | Sergio Henao Montoya (COL)       | 29è                   |
| 124                   | Manuele Mori (ITA)               | DNF                   |
| 125                   | Tadej Pogačar (SLO)              | 18è                   |
| 126                   | Rory Sutherland (AUS)            | DNF                   |
| 127                   | Diego Ulissi (ITA)               | 39è                   |

| CCC Team CPT | CCC Team CPT               | CCC Team CPT |
| ------------ | -------------------------- | ------------ |
| Núm          | Ciclista                   | Pos          |
| 131          | Greg Van Avermaet (BEL)    | 52è          |
| 132          | Josef Černý (CZE)          | 88è          |
| 133          | Alessandro De Marchi (ITA) | 41è          |
| 134          | Jonas Koch (GER)           | 77è          |
| 135          | Serge Pauwels (BEL)        | DNF          |
| 136          | Joey Rosskopf (USA)        | DNF          |
| 137          | Laurens ten Dam (NED)      | DNF          |

| Katusha-Alpecin TKA | Katusha-Alpecin TKA         | Katusha-Alpecin TKA |
| ------------------- | --------------------------- | ------------------- |
| Núm                 | Ciclista                    | Pos                 |
| 141                 | Enrico Battaglin (ITA)      | 38è                 |
| 142                 | José Gonçalves Maciel (POR) | 73è                 |
| 143                 | Nathan Haas (AUS)           | 86è                 |
| 144                 | Pàvel Koixetkov (RUS)       | 98è                 |
| 145                 | Nils Politt (GER)           | 81è                 |
| 146                 | Dmitri Strakhov (RUS)       | 65è                 |
| 147                 | Ilnur Zakarin (RUS)         | 22è                 |

| Team Jumbo-Visma TJV | Team Jumbo-Visma TJV    | Team Jumbo-Visma TJV |
| -------------------- | ----------------------- | -------------------- |
| Núm                  | Ciclista                | Pos                  |
| 151                  | Robert Gesink (NED)     | DNF                  |
| 152                  | Koen Bouwman (NED)      | 78è                  |
| 153                  | Laurens De Plus (BEL)   | 17è                  |
| 154                  | Tom Leezer (NED)        | DNF                  |
| 155                  | Bert-Jan Lindeman (NED) | 84è                  |
| 156                  | Paul Martens (GER)      | 83è                  |
| 157                  | Antwan Tolhoek (NED)    | DNF                  |

| Trek-Segafredo TFS | Trek-Segafredo TFS   | Trek-Segafredo TFS |
| ------------------ | -------------------- | ------------------ |
| Núm                | Ciclista             | Pos                |
| 161                | Toms Skujiņš (LAT)   | 26è                |
| 162                | Julien Bernard (FRA) | DNF                |
| 163                | Giulio Ciccone (ITA) | 34è                |
| 164                | Nicola Conci (ITA)   | 61è                |
| 165                | Fabio Felline (ITA)  | DNF                |
| 166                | Michael Gogl (AUT)   | DNF                |
| 167                | Peter Stetina (USA)  | 89è                |

| Groupama-FDJ GFC | Groupama-FDJ GFC        | Groupama-FDJ GFC |
| ---------------- | ----------------------- | ---------------- |
| Núm              | Ciclista                | Pos              |
| 171              | David Gaudu (FRA)       | 6è               |
| 172              | William Bonnet (FRA)    | DNF              |
| 173              | Tobias Ludvigsson (SWE) | DNF              |
| 174              | Valentin Madouas (FRA)  | 31è              |
| 175              | Rudy Molard (FRA)       | 25è              |
| 176              | Romain Seigle (FRA)     | DNF              |
| 177              | Benoît Vaugrenard (FRA) | DNF              |

| Dimension Data TDD | Dimension Data TDD               | Dimension Data TDD |
| ------------------ | -------------------------------- | ------------------ |
| Núm                | Ciclista                         | Pos                |
| 181                | Roman Kreuziger (CZE)            | 79è                |
| 182                | Enrico Gasparotto (ITA)          | DNF                |
| 183                | Jacques Janse van Rensburg (RSA) | 100è               |
| 184                | Benjamin King (USA)              | 85è                |
| 185                | Tom-Jelte Slagter (NED)          | 43è                |
| 186                | Jay Robert Thomson (RSA)         | DNF                |
| 187                | Michael Valgren Andersen (DEN)   | DNF                |

| Wanty-Gobert WGG | Wanty-Gobert WGG           | Wanty-Gobert WGG |
| ---------------- | -------------------------- | ---------------- |
| Núm              | Ciclista                   | Pos              |
| 191              | Guillaume Martin (FRA)     | 19è              |
| 192              | Jérôme Baugnies (BEL)      | DNF              |
| 193              | Fabien Doubey (FRA)        | DNF              |
| 194              | Odd Christian Eiking (NOR) | 37è              |
| 195              | Xandro Meurisse (BEL)      | DNF              |
| 196              | Andrea Pasqualon (ITA)     | DNF              |
| 197              | Loïc Vliegen (BEL)         | DNF              |

| Total Direct Énergie TDE | Total Direct Énergie TDE | Total Direct Énergie TDE |
| ------------------------ | ------------------------ | ------------------------ |
| Núm                      | Ciclista                 | Pos                      |
| 201                      | Lilian Calmejane (FRA)   | DNF                      |
| 202                      | Fabien Grellier (FRA)    | DNF                      |
| 203                      | Jonathan Hivert (FRA)    | DNF                      |
| 204                      | Bryan Nauleau (FRA)      | DNF                      |
| 205                      | Paul Ourselin (FRA)      | DNF                      |
| 206                      | Romain Sicard (FRA)      | 93è                      |
| 207                      | Angélo Tulik (FRA)       | DNF                      |

| Arkéa-Samsic PCB | Arkéa-Samsic PCB        | Arkéa-Samsic PCB |
| ---------------- | ----------------------- | ---------------- |
| Núm              | Ciclista                | Pos              |
| 211              | Élie Gesbert (FRA)      | DNF              |
| 212              | Anthony Delaplace (FRA) | DNF              |
| 213              | Romain Hardy (FRA)      | 96è              |
| 214              | Kévin Ledanois (FRA)    | DNF              |
| 215              | Jérémy Maison (FRA)     | DNF              |
| 216              | Amaël Moinard (FRA)     | DNF              |
| 217              | Florian Vachon (FRA)    | DNF              |

| Sport Vlaanderen-Baloise SVB | Sport Vlaanderen-Baloise SVB | Sport Vlaanderen-Baloise SVB |
| ---------------------------- | ---------------------------- | ---------------------------- |
| Núm                          | Ciclista                     | Pos                          |
| 221                          | Dries Van Gestel (BEL)       | DNF                          |
| 222                          | Benjamin Declercq (BEL)      | DNF                          |
| 223                          | Kevin Deltombe (BEL)         | DNF                          |
| 224                          | Thomas Sprengers (BEL)       | 62è                          |
| 225                          | Mathias Van Gompel (BEL)     | DNF                          |
| 226                          | Aaron Van Poucke (BEL)       | DNF                          |
| 227                          | Aaron Verwilst (BEL)         | DNF                          |

| Vital Concept-B&B Hotels VCB | Vital Concept-B&B Hotels VCB | Vital Concept-B&B Hotels VCB |
| ---------------------------- | ---------------------------- | ---------------------------- |
| Núm                          | Ciclista                     | Pos                          |
| 231                          | Patrick Müller (SUI)         | DNF                          |
| 232                          | Yoann Bagot (FRA)            | DNF                          |
| 233                          | Arnaud Courteille (FRA)      | 99è                          |
| 234                          | Cyril Gautier (FRA)          | DNF                          |
| 235                          | Quentin Pacher (FRA)         | 48è                          |
| 236                          | Kévin Réza (FRA)             | DNF                          |
| 237                          | Jimmy Turgis (FRA)           | DNF                          |

| Wallonie Bruxelles WVA | Wallonie Bruxelles WVA    | Wallonie Bruxelles WVA |
| ---------------------- | ------------------------- | ---------------------- |
| Núm                    | Ciclista                  | Pos                    |
| 241                    | Eliot Lietaer (BEL)       | 42è                    |
| 242                    | Kevyn Ista (BEL)          | DNF                    |
| 243                    | Justin Jules (FRA)        | 87è                    |
| 244                    | Kenny Molly (BEL)         | DNF                    |
| 245                    | Mathijs Paasschens (NED)  | DNF                    |
| 246                    | Dimitri Peyskens (BEL)    | DNF                    |
| 247                    | Baptiste Planckaert (BEL) | DNF                    |